# Liigacup 2016
La Liigacup 2016 è stata la 20ª edizione di questo torneo, iniziata il 22 gennaio 2016 con la fase a gironi e terminata il 19 marzo 2016 con la finale. Il Lahti ha vinto il trofeo per la terza volta nella sua storia, sconfiggendo in finale l'SJK dopo i tiri di rigore.

## Formula
Il formato della Liigacup è stato modificato rispetto a quello dell'edizione precedente. Le dodici squadre partecipanti sono state divise in due gironi da sei. In ciascun gironi le squadre si affrontano una sola volta per un totale di cinque giornate. Le squadre che si sono classificate nelle prime sei posizioni della Veikkausliiga 2015 disputano tre delle cinque partite in casa. Le squadre prime classificate nei due gironi si affrontano nella finale.

## Squadre
Partecipano alla Liigacup le dodici squadre partecipanti alla Veikkausliiga 2016:
- HIFK
- HJK
- IFK Mariehamn
- Ilves
- Inter Turku
- KuPS

- Lahti
- PK-35 Vantaa
- PS Kemi Kings
- RoPS
- SJK
- VPS

## Fase a gironi

### Girone A
| Pos. | Squadra       | Pt | G | V | N | P | GF | GS | DR |
| ---- | ------------- | -- | - | - | - | - | -- | -- | -- |
| 1.   | SJK           | 13 | 5 | 4 | 1 | 0 | 6  | 2  | +4 |
| 2.   | PS Kemi Kings | 7  | 5 | 2 | 1 | 2 | 6  | 5  | +1 |
| 3.   | VPS           | 7  | 5 | 2 | 1 | 2 | 4  | 4  | 0  |
| 4.   | RoPS          | 6  | 5 | 1 | 3 | 1 | 4  | 3  | +1 |
| 5.   | Ilves         | 4  | 5 | 1 | 1 | 3 | 3  | 6  | -3 |
| 6.   | KuPS          | 4  | 5 | 1 | 1 | 3 | 3  | 6  | -3 |

| 29 gennaio 2016  | KuPS          | 0 – 0 | SJK           | Kuopio    |
| 30 gennaio 2016  | RoPS          | 0 – 0 | VPS           | Oulu      |
| 30 gennaio 2016  | PS Kemi Kings | 3 – 1 | Ilves         | Kemi      |
| 4 febbraio 2016  | RoPS          | 2 – 0 | KuPS          | Oulu      |
| 6 febbraio 2016  | Ilves         | 0 – 1 | VPS           | Tampere   |
| 7 febbraio 2016  | KuPS          | 0 – 2 | PS Kemi Kings | Kuopio    |
| 10 febbraio 2016 | Ilves         | 0 – 0 | RoPS          | Tampere   |
| 10 febbraio 2016 | SJK           | 2 – 1 | VPS           | Seinäjoki |
| 13 febbraio 2016 | SJK           | 1 – 0 | PS Kemi Kings | Seinäjoki |
| 13 febbraio 2016 | VPS           | 0 – 2 | KuPS          | Vaasa     |
| 16 febbraio 2016 | SJK           | 1 – 0 | Ilves         | Seinäjoki |
| 16 febbraio 2016 | PS Kemi Kings | 1 – 1 | RoPS          | Kemi      |
| 20 febbraio 2016 | Ilves         | 2 – 1 | KuPS          | Tampere   |
| 20 febbraio 2016 | VPS           | 2 – 0 | PS Kemi Kings | Vaasa     |
| 27 febbraio 2016 | RoPS          | 1 – 2 | SJK           | Oulu      |

### Girone B
| Pos. | Squadra       | Pt | G | V | N | P | GF | GS | DR |
| ---- | ------------- | -- | - | - | - | - | -- | -- | -- |
| 1.   | Lahti         | 9  | 5 | 2 | 3 | 0 | 7  | 5  | +2 |
| 2.   | Inter Turku   | 8  | 5 | 2 | 2 | 1 | 6  | 5  | +1 |
| 3.   | HJK           | 7  | 5 | 1 | 4 | 0 | 8  | 7  | +1 |
| 4.   | PK-35 Vantaa  | 6  | 5 | 1 | 3 | 1 | 5  | 5  | 0  |
| 5.   | IFK Mariehamn | 4  | 5 | 1 | 1 | 3 | 5  | 5  | 0  |
| 6.   | HIFK          | 4  | 5 | 1 | 1 | 3 | 5  | 9  | -4 |

| 22 gennaio 2016  | Inter Turku   | 0 – 0 | PK-35 Vantaa  | Turku     |
| 23 gennaio 2016  | Lahti         | 1 – 0 | HIFK          | Lahti     |
| 29 gennaio 2016  | Lahti         | 2 – 1 | Inter Turku   | Lahti     |
| 29 gennaio 2016  | HIFK          | 0 – 3 | PK-35 Vantaa  | Helsinki  |
| 31 gennaio 2016  | HJK           | 1 – 0 | IFK Mariehamn | Helsinki  |
| 1º febbraio 2016 | PK-35 Vantaa  | 1 – 1 | Lahti         | Vantaa    |
| 3 febbraio 2016  | HIFK          | 1 – 0 | IFK Mariehamn | Helsinki  |
| 5 febbraio 2016  | HJK           | 1 – 1 | Lahti         | Helsinki  |
| 8 febbraio 2016  | IFK Mariehamn | 0 – 1 | Inter Turku   | Mariehamn |
| 9 febbraio 2016  | HJK           | 3 – 3 | HIFK          | Helsinki  |
| 12 febbraio 2016 | Lahti         | 2 – 2 | IFK Mariehamn | Lahti     |
| 13 febbraio 2016 | Pk-35 Vantaa  | 1 – 1 | HJK           | Vantaa    |
| 15 febbraio 2016 | Inter Turku   | 2 – 1 | HIFK          | Turku     |
| 18 febbraio 2016 | Inter Turku   | 2 – 2 | HJK           | Turku     |
| 20 febbraio 2016 | IFK Mariehamn | 3 – 0 | PK-35 Vantaa  | Mariehamn |

## Finale
| Arbitro: | Dennis Antamo |

|                                             |                      |                                           |
| Erëmenko Rahimi Riski Laaksonen Tahvanainen | Tiri di rigore 3 – 4 | Rafael Tuominen Multanen Kärkkäinen Sesay |